# طوريدة

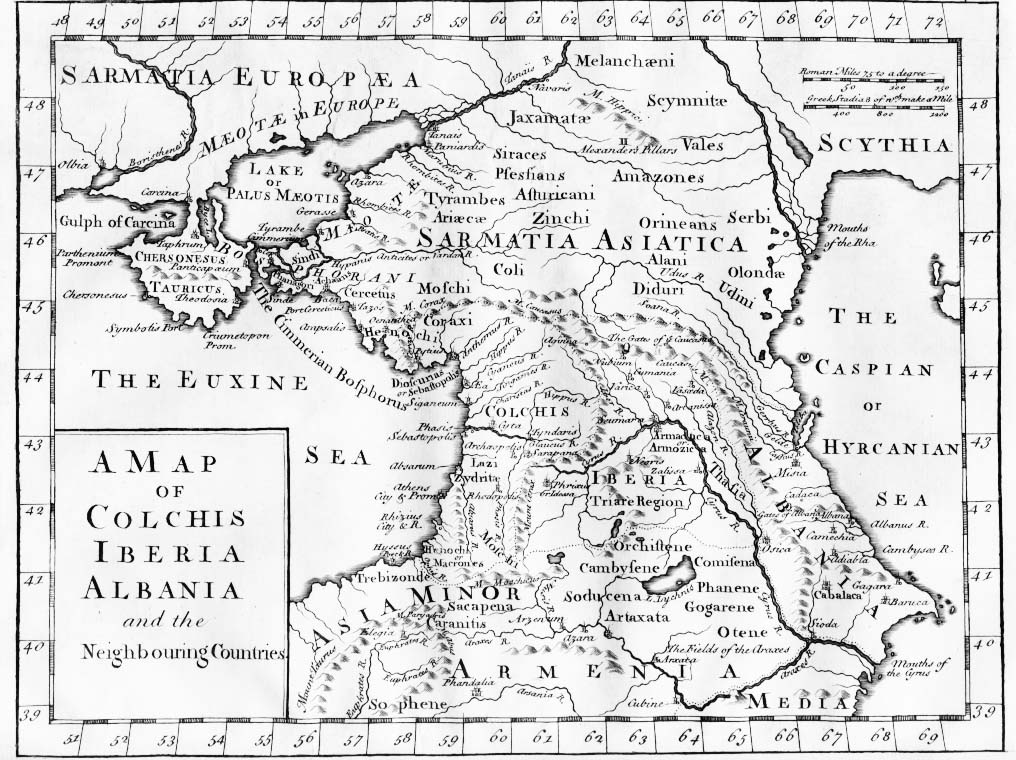
موقع طوريدة كما هو موضح على الخريطة المطبوعة في لندن، كاليفورنيا 1770.

طوريدة أو طَوريَّة اسم لشبه جزيرة القرم مأخوذ من أسماء أطلقها اليونان والرومان على المنطقة وهي تاوريسا أو تاوريس خيرسون، تاوريس.